# Zerstörergeschwader 26 „Horst Wessel“
Das Zerstörergeschwader 26 „Horst Wessel“ war ein Verband der Luftwaffe der Wehrmacht im Zweiten Weltkrieg. Als Zerstörergeschwader verfügte es überwiegend über zweimotorige Jagdflugzeuge wie die Messerschmitt Bf 110 und deren Nachfolgemodelle, die auch als schwere Jäger bezeichnet wurden und als Begleitschutz für Bomberverbände oder als Schlachtflieger eingesetzt wurden. Das Geschwader beteiligte sich am Westfeldzug, der Luftschlacht um England, dem Balkanfeldzug, der Luftlandeschlacht um Kreta, dem Deutsch-Sowjetischen Krieg und dem Afrikafeldzug. Am 16. Juli 1944 wurde es aufgelöst.
Das Geschwader war nach Horst Wessel benannt, einem Sturmführer der SA, der paramilitärischen Kampforganisation der NSDAP. Nachdem Wessel von KPD-Mitgliedern getötet worden war, stilisierte ihn die NS-Propaganda zu einem „Märtyrer der Bewegung“. Wessel war Verfasser des Horst-Wessel-Lieds, das kurz nach seinem Tod zur Parteihymne der NSDAP wurde. Von 1933 bis 1945 bildete es im Anschluss an das Deutschlandlied den zweiten Teil der deutschen Nationalhymne. Aufgrund dieses Ehrennamens waren die Geschwaderangehörigen berechtigt am rechten Unterarm einen Ärmelstreifen mit der Aufschrift „Geschwader Horst Wessel“ zu tragen.

## Aufstellung
Der Geschwaderstab und die I. Gruppe des Zerstörergeschwaders 26 bildete sich durch Umbenennung des Geschwaderstabes und der I. Gruppe des Zerstörergeschwaders 142 in Dortmund-Brackel (Lage). Eine II. Gruppe entstand in Werl (Lage) aus der II. Gruppe des Zerstörergeschwaders 142. Die III. Gruppe war in Lippstadt (Lage) stationiert und war die umbenannte III. Gruppe des Zerstörergeschwaders 142.
Nachdem das Geschwader am 29. September 1941 aufgelöst wurde, erfolgte am 13. Oktober 1943 die Neuaufstellung in Wunstorf (Lage). Die I. Gruppe bildete sich im gleichen Zeitraum in Bad Lippspringe (Lage) aus der umbenannten I. Gruppe des Zerstörergeschwaders 1, während die II. Gruppe aus der III. Gruppe des Zerstörergeschwaders 1 in Hildesheim (Lage) entstand.
Der Geschwaderstab und die I. bis III. Gruppe waren anfangs mit der Messerschmitt Bf 109D ausgestattet, später dann mit der Messerschmitt Bf 110 und deren Nachfolgemodell Messerschmitt Me 410. Die 10.(Nacht-)/Jagdstaffel hatte 1939 die Arado Ar 68 in ihren Reihen und ab November 1942 die Junkers Ju 88C. Die Geschwaderkennung war U8 und nach der Neuaufstellung 3U.

## Gliederung
Der Geschwaderstab führte die I. bis III. Gruppe die wiederum in Staffeln unterteilt waren. Die 1. bis 3. Staffel gehörte der I. Gruppe, die 4. bis 6. Staffel der II. Gruppe und die 7. bis 9. Staffel der III. Gruppe an. Eine 10. Nachtjagdstaffel war dem Geschwaderstab direkt unterstellt. Jede Staffel, geführt durch einen Staffelkapitän, war in drei Schwärme mit je zwei Rotten zu je zwei Flugzeugen unterteilt. Daraus ergab sich eine Sollstärke der Zerstörergruppe von 36 Flugzeugen in den drei Staffeln + 4 Flugzeuge für den Gruppenkommandeur und seinen Stab. Dies ergab bei drei Zerstörergruppen eine Sollstärke von 120 Flugzeugen, + 4 Flugzeuge für den Geschwaderkommodore und seinen Stab und 12 Flugzeuge in der 10. Staffel. Daraus ergab sich eine Sollstärke von 136 Flugzeugen am 1. September 1939.

## Geschichte

### Westfeldzug
Beim deutschen Überfall auf Polen am 1. September 1939 befand sich das Geschwader auf westdeutschen Basen. Der Geschwaderstab und die I. Gruppe lagen in Varel (Lage), während die II. Gruppe in Werl und die III. Gruppe in Neumünster (Lage) stationiert waren. Der Geschwaderstab, die I. und die II. Gruppe unterstanden dem Luftgau XI, die III. Gruppe dem Luftgau VI, alle der Luftflotte 2 zugehörig. Der Auftrag des Geschwaders bestand in der Abwehr feindlicher Einflüge der Westalliierten. Dazu war es mit der Messerschmitt Bf 109D ausgestattet, einem einmotorigen Jagdflugzeug mit einem 12-Zylinder-V-Motor Junkers Jumo 210 D mit maximal 680 PS Startleistung, der eine Höchstgeschwindigkeit von 460 km/h ermöglichte, bei einer Bewaffnung von zwei 7,92-mm-MG 17 über dem Motor (je 500 Schuss), synchronisiert durch den Propellerkreis feuernd und zwei unsynchronisierte MG 17 in den Tragflächen (je 420 Schuss). Die eigentlich für den Verband vorgesehene Messerschmitt Bf 110 stand noch nicht in ausreichender Zahl zur Verfügung.
Am 29. September schoss das Geschwader einen britischen Bomber vom Typ Handley Page Hampden der No. 144 Squadron ab. Bis Dezember folgten weitere Luftkämpfe mit britischen Bombern über der Deutschen Bucht und der Nordsee. Teile des Geschwaders waren am Luftgefecht über der Deutschen Bucht am 18. Dezember beteiligt.
Über den Jahreswechsel 1939/40 erhielten der Geschwaderstab, die I. und II. Gruppe die Messerschmitt Bf 110C und Bf 110D. Die III. Gruppe folgte im März 1940. Dieses zweimotorige Flugzeug, in der Ausführung C-4 als Zerstörer/Langstreckenbegleitjäger bezeichnet, hatte zwei Motoren Daimler-Benz DB 601 B-1 [1] die je 1020 PS leisteten und eine Höchstgeschwindigkeit von 560 km/h ermöglichten. Die Bewaffnung bestand aus vier 7,92-mm-MG 17 und zwei 20-mm-MG FF/M in der Nase, sowie ein bewegliches 7,92-mm-MG 15 im Kanzelheck.

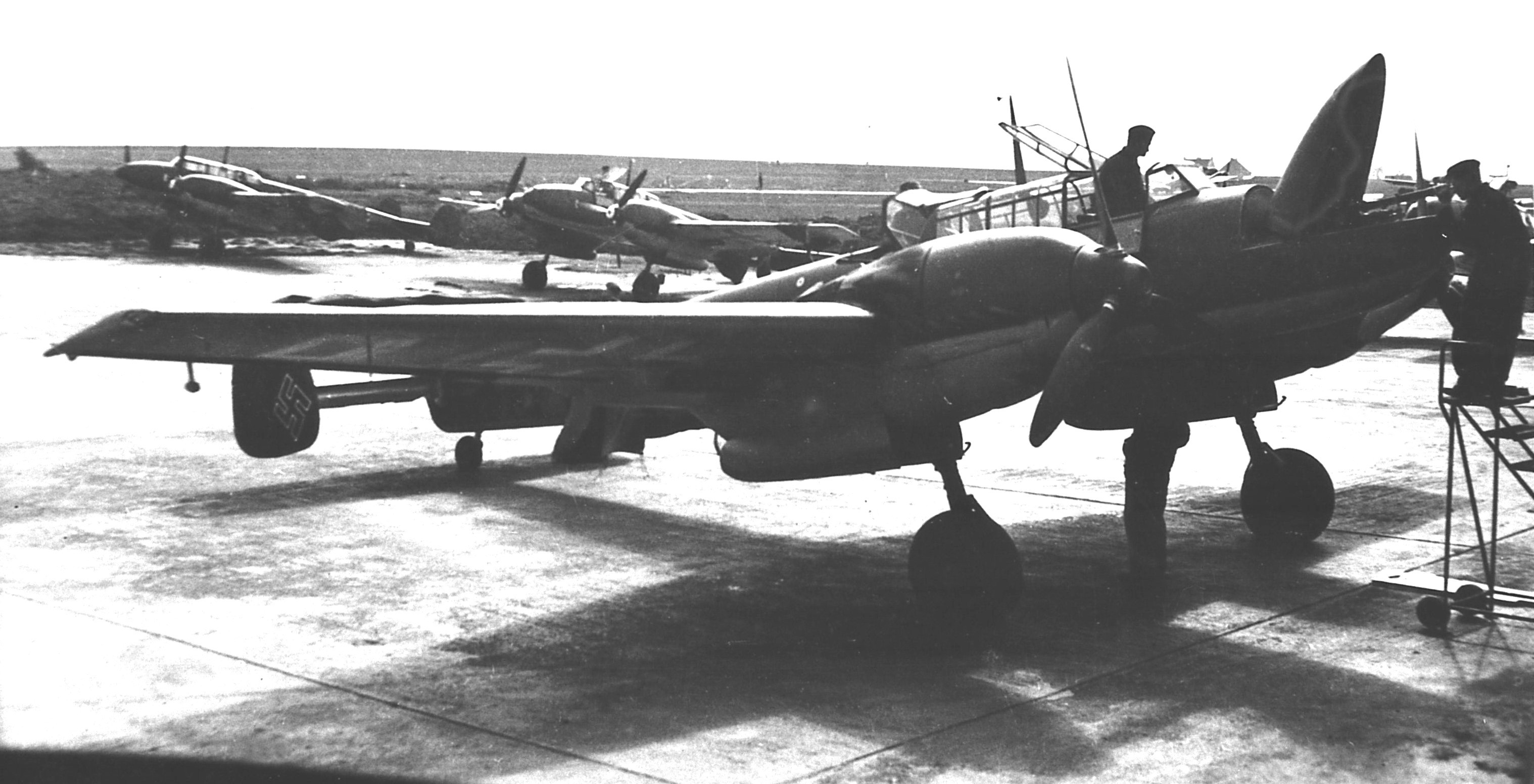
Wartungsarbeiten an einer Messerschmitt Bf 110C der 7. Staffel in Krefeld

Als am 10. Mai der Westfeldzug mit dem Überfall auf die Niederlande, Belgien und Luxemburg begann, unterstanden der Geschwaderstab, die I. und die III. Gruppe dem Jagdfliegerführer 2 der Luftflotte 2, während die II. Gruppe vom I. Fliegerkorps der Luftflotte 3 ihre Befehle erhielt. Liegeplätze waren Dortmund, Nieder Mendig (Lage), Kaarst/Neuss (Lage) und Krefeld (Lage). Insgesamt standen dem Geschwader 109 Messerschmitt Bf 110C oder D zur Verfügung.
In den ersten Tagen flog das Geschwader Begleitschutz für das Kampfgeschwader 4, dessen Aufgabe es war, niederländische Militärflugplätze anzugreifen und den Heeresverbänden der Heeresgruppe B den Weg in die Festung Holland zu ebnen. Anschließend wurden bis zum 13. Mai belgische Militärflugplätze angegriffen. Dabei kam es zu einigen Luftkämpfen zwischen niederländischen und belgischen Jägern auf der einen Seite und den Bf 110C des Geschwaders auf der anderen Seite. Am 11. Mai begleitete die I. Gruppe des Geschwaders die III. Gruppe des Kampfgeschwaders 76 bei einem Luftangriff auf Reims. In Luftkämpfen am Abend mit der britischen No. 1 Squadron verlor sie zwei Flugzeuge. Ab dem 15. Mai verteidigte das Geschwader den Luftraum über Sedan, in der deutschen Panzerverbänden der Panzergruppe Kleist in der Schlacht bei Sedan ein Übergang über die Maas gelang. Dabei setzte sich das Geschwader mit britischen Bombern und Jägern der No. 21 Squadron, No. 107 Squadron und No. 110 Squadron auseinander.
In der Folge verlagerten sich die Luftkämpfe in Richtung Ärmelkanalküste, die deutsche Panzerbände am 20. Mai bei Abbeville erreichten. Aufgrund dessen waren die schlagkräftigsten Teile der britischen, französischen und belgischen Heeresverbände eingeschlossen. Das Geschwader flog weiterhin Begleitschutz für Bomberverbände, welche die alliierten Truppen bekämpften, so in der Schlacht von Arras und der Schlacht um Boulogne. Inzwischen erhielt das Geschwader seine Befehle vom V. Fliegerkorps der Luftflotte 3. Als ab dem 26. Mai die Evakuierung der Alliierten über den Ärmelkanal begann, hatte die Luftwaffe den Auftrag erhalten, die Maßnahmen zu unterbinden. Trotz zahlreicher Luftangriffe, konnten im Rahmen der Operation Dynamo mehr als 300.000 alliierte Soldaten gerettet werden. Das Geschwader traf hier bei Luftkämpfen zum ersten Mal auf britische Jagdflugzeuge vom Typ Supermarine Spitfire, die in der No. 92 Squadron antraten.
In der zweiten Phase des Feldzugs ab dem 5. Juni 1940 verlegte das Geschwader auf Basen im besetzten Belgien und Frankreich. Weiter seinem Einsatzauftrag folgend begleitete es das Kampfgeschwader 51 bei Luftangriffen. Bei Luftkämpfen mit der britischen No. 229 Squadron und No. 64 Squadron kam es zu weiteren Totalverlusten. Ab dem 15. Juni wurden im Rahmen der Operation Aerial alliierte Truppen von den Kanal- und Atlantikhäfen aus nach Großbritannien evakuiert. Das Geschwader begleitete die Kampfgeschwader, die Luftangriffe auf Hafenstädte und Evakuierungsschiffe durchführten. Mit dem Waffenstillstand vom 22. Juni endeten für das Geschwader die Kampfhandlungen in Frankreich.

### Luftschlacht um England
Im Vorfeld der Luftschlacht um England nahm das Geschwader Fliegerhorste im besetzten Frankreich nahe des Ärmelkanals ein. So lag der Geschwaderstab in Lille, die I. Gruppe in Yvrench (Lage), die II. Gruppe in Crécy-en-Ponthieu (Lage) und die III. Gruppe in Arques (Lage). Am 1. August war es dem Jagdfliegerführer 2 der Luftflotte 2 zugeordnet und verfügte über rund 25 einsatzbereite Messerschmitt Bf 110C in jeder der drei Gruppen.

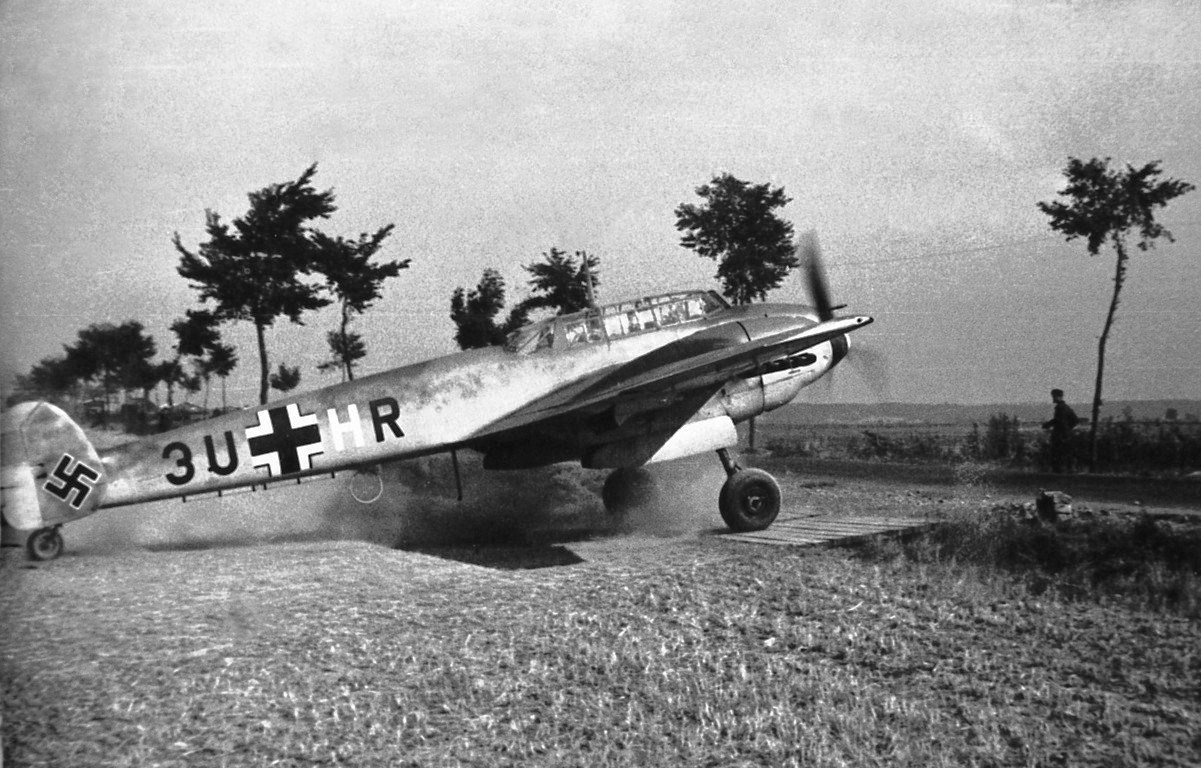
Messerschmitt Bf 110C der 7. Staffel in Arques

Am 9. Juli 1940 begleitete das Geschwader Teile der Kampfgeschwader 51 und 53 bei Luftangriffen auf die britische Schifffahrt im Ärmelkanal und der Themsemündung. Bei Luftkämpfen mit britischen Jägern verlor das Geschwader drei Bf 110C, die ins Meer stürzten und deren Besatzungen vermisst blieben. Die Bekämpfung von Schiffen blieb bis zum 11. August die Hauptaufgabe des Geschwaders. Die Verluste beim Luftkampf mit den schnelleren und wendigeren britischen Jägern vom Typ Hawker Hurricane und der Supermarine Spitfire waren entsprechend hoch.
Ab dem 13. August, dem sogenannten Adlertag, griff die Luftwaffe verstärkt britische Militärflugplätze, Flugzeugfabriken und Radaranlagen an um die britische Jagdabwehr zu schwächen. Das Geschwader blieb in seiner Begleitschutzrolle für die angreifenden Kampfgeschwader. Einer der verlustreichsten Tage war der 18. August, als das Geschwader den Begleitschutz für das Kampfgeschwader 53 beim Luftangriff auf den Militärflugplatz North Weald stellte. Bei Luftkämpfen mit der No. 85 Squadron und der No. 151 Squadron verlor das Geschwader 12 Bf 110C als Totalverlust und 7 mit schweren Beschädigungen. Am 6. September begleitete das Geschwader einen Luftangriff auf die Flugzeugfabrik in Brooklands, in der die Hawker Hurricane produziert wurde, und verlor drei Besatzungen. Weitere Luftangriffe auf die Spitfire-Fabrik in Southampton am 26. September und am 27. September auf die Bristol Aeroplane Company folgten, jeweils mit dem Kampfgeschwader 55. Jeweils zwei und sechs Maschinen gingen dabei verloren.
Da die Verluste in der Rolle als Begleitschutz für die Bomber auf Dauer untragbar waren, erhielt das Geschwader ab Oktober einen neuen Auftrag. Es griff jetzt in der Rolle als Jagdbomber selbst Städte nahe der englischen Küste an. So griffen die II. und die III. Gruppe am 7. Oktober Yeovil an. Dabei kam es zu Luftkämpfen mit den No. 238 und No. 601 Squadrons, die sieben Bf 109C abschossen.
Anfang November verlegte das Geschwader zurück auf Plätze im Reich. Der Geschwaderstab, die I. und II. Gruppe gingen nach Memmingen (Lage), während die III. Gruppe in Neubiberg (Lage) unterkam.

### Balkanfeldzug
Nachdem das Geschwader neue Flugzeuge und Besatzungen erhalten hatte, verlegte der Stab und die I. Gruppe am 28. März 1941 auf den ungarischen Militärflugplatz Szeged. Die II. Gruppe war zuvor schon auf den rumänischen Flugplatz Krainici gewechselt. Ab dem 6. April nahmen sie am Balkanfeldzug, dem Krieg gegen das Königreich Jugoslawien und dem Königreich Griechenland, teil. Dazu war der Stab und die I. Gruppe mit 36 Messerschmitt Bf 110C/D dem Fliegerführer Arad und die II. Gruppe mit 37 Bf 110C/D dem VIII. Fliegerkorps der Luftflotte 4 unterstellt.
Zusammen mit weiteren fliegenden Verbänden führte die I. Gruppe am 6. und 7. April mehrere Luftangriffe auf Belgrad durch, obwohl die jugoslawische Regierung Belgrad zur offenen Stadt erklärt hatte. Dabei kam es auch zu Luftkämpfen mit jugoslawischen Messerschmitt Bf 109, die fünf Bf 110 der I. Gruppe abschossen. Der vom Oberbefehlshaber der Luftflotte 4, General der Flieger Alexander Löhr entwickelte Plan zur Bombardierung der Stadt sah für die Verbände vor, durch Spreng- und Brandbomben Großbrände zu verursachen, um der nächtlichen zweiten Angriffswelle die „Zielauffindung zu erleichtern“. Dabei kamen tausende Zivilisten ums Leben, nach jugoslawischen Nachkriegsangaben, mindestens 2271. Der verantwortliche Oberbefehlshaber der Luftflotte 4 wurde für dieses Kriegsverbrechen, am 16. Februar 1947 vor dem Militärgerichtshof der Föderativen Volksrepublik Jugoslawien, zum Tode verurteilt. Das Urteil wurde zehn Tage später vollstreckt.
Nachdem am 17. April nach der Kapitulation Jugoslawiens die Kampfhandlungen eingestellt wurden, verlegte der Stab und die I. Gruppe nach Griechenland auf den Flugplatz Larisa, wo schon die II. Gruppe lag. In der Folge nahm das Geschwader eine Rolle als Jagd- oder Jagdbombergeschwader ein. Am 20. April bombardierten Teile der II. Gruppe den Militärflugplatz in Menidi, der von den britischen No. 11, No. 84 und No. 211 Squadron mit Blenheim-Bomber belegt war. Andere Teile der II. Gruppe stellten an diesem Tag den Jagdschutz für die Bomber des Lehrgeschwaders 1 beim Luftangriff auf den Hafen von Piräus. Die I. Gruppe griff am 23. April den Militärflugplatz in Argos an, auf dem die griechische Luftwaffe auch Dornier Do 22 stationiert hatte. Am 29. April endeten die Kampfhandlungen auf dem griechischen Festland.

### Luftlandeschlacht um Kreta
Am 20. Mai begann das Unternehmen Merkur, zur Eroberung der griechischen Mittelmeerinsel Kreta aus der Luft und von See aus. Der Stab, die I. und die II. Gruppe waren dem VIII. Fliegerkorps der Luftflotte 4 unterstellt und in Athen-Tatoi (Lage) stationiert. Das Geschwader führte in der ersten Phase Luftangriffe auf Flugplätze in der Suda-Bucht und Heraklion durch. Dabei kam der Gruppenkommandeur der I. Gruppe, Hauptmann Wilhelm Makrocki ums Leben, als seine Bf 110D-3 (Geschwaderkennung U8+AB) in der Suda-Bucht von Flugabwehrgeschossen eines britischen Wachbootes getroffen wurde.

### Deutsch-Sowjetischer Krieg 1941/42
Anfang Juni verlegte der Geschwaderstab, die I. und II. Gruppe auf dem Fliegerhorst Suwałki-Sobolewo (Lage). Dort waren sie dem VIII. Fliegerkorps der Luftflotte 2 unterstellt und bereiteten sich auf den Überfall auf die Sowjetunion vor.
Der erste Luftangriff am frühen Morgen des 22. Juni 1941 galt dem Militärflugplatz bei Alytus, auf dem das 15. Jagdflieger-Regiment stationiert war. Nachdem das Geschwader auf den Fliegerhorst Wilna im besetzten Litauen verlegt hatte, erfolgte am 29. Juni ein sowjetischer Luftangriff der 10 Bf 110 am Boden zerstörte. Dem Vormarsch der Heeresgruppe Mitte folgend, unterstützte das Geschwader die Bomber- und Sturzkampfbomberverbände als Begleitschutz oder griff selbstständig Bodenziele an. Ab dem 10. Juli war es an der ersten Phase der Kesselschlacht bei Smolensk beteiligt, bevor es in den Nordabschnitt der Ostfront wechselte.
Dort war es dem VIII. Fliegerkorps der Luftflotte 1 unterstellt. Bei Luftangriffen auf Militärflugplätze des 5. und 71. Jagdflieger-Regiments, ausgestattet mit der MiG-3, kam es zu Abschüssen und Verlusten. Als ab dem 27. August das XXXXI. Panzerkorps der Panzergruppe 4 massiven Gegenangriffen inklusive Luftangriffen ausgesetzt war, sicherte das Geschwader den Luftraum in diesem Bereich. Am 13. September und den folgenden Tagen war die II. Gruppe zur Sicherung der I. Gruppe des Kampfgeschwaders 77 eingeteilt, die am Unternehmen Beowulf der Eroberung der estnischen Insel Saaremaa (deutsch: Ösel) in der Ostsee teilnahm. Am 19. September flog das Geschwader Begleitschutz für einen Luftangriff auf Leningrad, der 442 Zivilisten das Leben kostete.
Ende September wechselte das Geschwader, zusammen mit dem übergeordneten VIII. Fliegerkorps zurück zur Luftflotte 2 in den Mittelabschnitt der Ostfront, um an der Schlacht um Moskau teilzunehmen. Am 18. Oktober verlegte die I. Gruppe zurück nach Kitzingen. Nur die II. Gruppe blieb bis April 1942 an der Ostfront.

### Erste Auflösung des Geschwaders 1941/42
Am 29. September 1941 wurde der Geschwaderstab umbenannt in den Geschwaderstab/Nachtjagdgeschwader 3. Die I. und die II. Gruppe lösten sich im April 1942 auf. Die übriggebliebenen Besatzungen gingen im Zerstörergeschwader 1 und 2 auf. Lediglich die III. Gruppe im Mittelmeerraum blieb weiter bestehen.

### Mittelmeerraum 1941 bis 1943
Die III. Gruppe des Geschwaders wechselte Ende des Jahres 1940 über die italienischen Fliegerhorste Treviso und Palermo auf den Militärflugplatz Trapani (Lage), an der westlichen Küste Siziliens gelegen. Dort war sie dem X. Fliegerkorps zugeteilt, dessen Aufgabe es war, die britisch besetzte Mittelmeerinsel Malta durch Luftangriffe niederzuhalten, da von dort aus italienische Schiffstransporte nach Nordafrika gestört wurden.

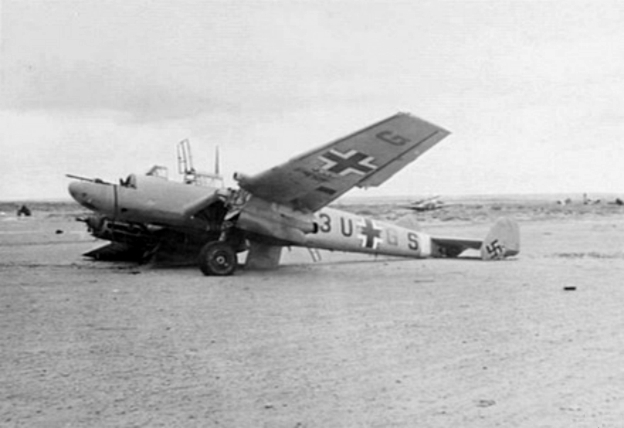
Wrack einer Messerschmitt Bf 110D der 8. Staffel (Geschwaderkennung 3U+GS) bei Gazala

Im Februar und März 1941 setzte ein verstärkter Luftkrieg gegen Malta ein, unter Beteiligung der III. Gruppe, die Begleitschutz für Teile der Sturzkampfgeschwader 1, 2 und 3 flog.
Die 8. Staffel der III. Gruppe verlegte unterdessen am 13. Februar 1941 auf den libyschen Fliegerhorst Bir Dufan, wo sie dem Fliegerführer Afrika zugeteilt wurde. Nachdem im Rahmen des Unternehmens Sonnenblume die deutsche 5. leichte Division in Libyen eintraf, blieb sie mit wechselnden Basen bis Dezember 1941 dort. Sie war in dieser Zeit an allen größeren Kampfhandlungen beteiligt, wie der Belagerung von Tobruk und der Abwehr der alliierten Operation Battleaxe. Im Dezember verlegte sie zur Auffrischung zurück in die Heimat und wurde durch die 7. Staffel abgelöst, die sie wiederum im Februar ablöste.
Am 24. Mai 1942 verlegte die gesamte III. Gruppe nach Libyen auf den Fliegerhorst Derna (Lage), von wo sie die deutsch-italienischen Verbände beim Unternehmen Theseus unterstützte. Sie war mit verschiedenen Varianten der Bf 110 ausgestattet, unter anderen mit der Bf 110E-2 trop, einer Jagdbomberversion mit zwei 500-kg-Bomben unter dem Rumpf, vier 50-kg-Bomben unter den Tragflächen und einem verlängerten Rumpf für ein Rettungsboot und der Bf 110F-2 trop, einer Zerstörerversion zur Bekämpfung schwerer Bomber.
Die III. Gruppe wurde überwiegend bei Tieffliegerangriffen direkt auf alliierte Truppen angesetzt. Dabei setzte sie sich mit den Curtiss P-40 der 5 Squadron der South African Air Force auseinander und erlitt Verluste. Ab dem 30. Juni ging sie nach Ägypten auf den Fliegerhorst Fuka (Lage), bevor sie ab dem 5. August auf dem Fliegerhorst Kastelli (Lage) auf der griechischen Mittelmeerinsel Kreta stationiert wurde. Die 8. Staffel der III. Gruppe operierte in dieser Zeit weiterhin von Derna aus und beteiligte sich an der Zweiten Schlacht von El Alamein, die für die deutsch-italienischen Truppen mit einer Niederlage endete und den Rückzug nach Libyen einleitete. Anschließend wechselte sie im November 1942 auf den italienischen Fliegerhorst Trapani, wo auch die anderen Staffeln und der Gruppenstab der III. Gruppe lag.
Nachdem durch die Landung der Alliierten in Nordafrika im Rahmen der Operation Torch auch Marokko, Algerien und Tunesien Kriegsschauplatz wurde, griff die III. Gruppe von Trapani auf Sizilien aus in die Bodenkämpfe in Tunesien ein. Eine ihrer Aufgaben war es Begleitschutz für die Transportverbände des Lufttransportführers Mittelmeer zu fliegen, die mit ihren Transportmaschinen vom Typ Junkers Ju 52/3m, Messerschmitt Me 323 und andere, Soldaten und Ausrüstung über die Straße von Sizilien nach Tunesien brachten. Dabei musste sie Angriffe der auf Malta stationierten britischen No. 126 Squadron mit ihren Supermarine Spitfire und der US-amerikanischen 94th Fighter Squadron abwehren. Die Kampfhandlungen in Tunesien endeten am 7. Mai 1943 mit der Kapitulation der verbliebenen deutschen und italienischen Verbände.

### Wiederaufstellung des Geschwaders 1943
Aufgrund der sich wandelnden Lage im Luftkrieg, in der zweiten Hälfte des Jahres 1943 flog die 8. US-Luftflotte jeweils mit mehreren hundert schweren viermotorigen Bombern Tagesangriffe auf Ziele im Deutschen Reich, erschien es der Luftwaffenführung wieder sinnvoll Zerstörergeschwader aufzustellen. Die Vorteile des zweimotorigen Zerstörerflugzeugs im Vergleich zum einmotorigen Jagdflugzeug lagen in der schwereren Frontbewaffnung. Die Nachteile einer geringeren Höchstgeschwindigkeit und Wendigkeit fielen gegen die schwerfälligen US-Bomber nicht ins Gewicht, solange diese nicht durch Begleitjäger geschützt wurden.

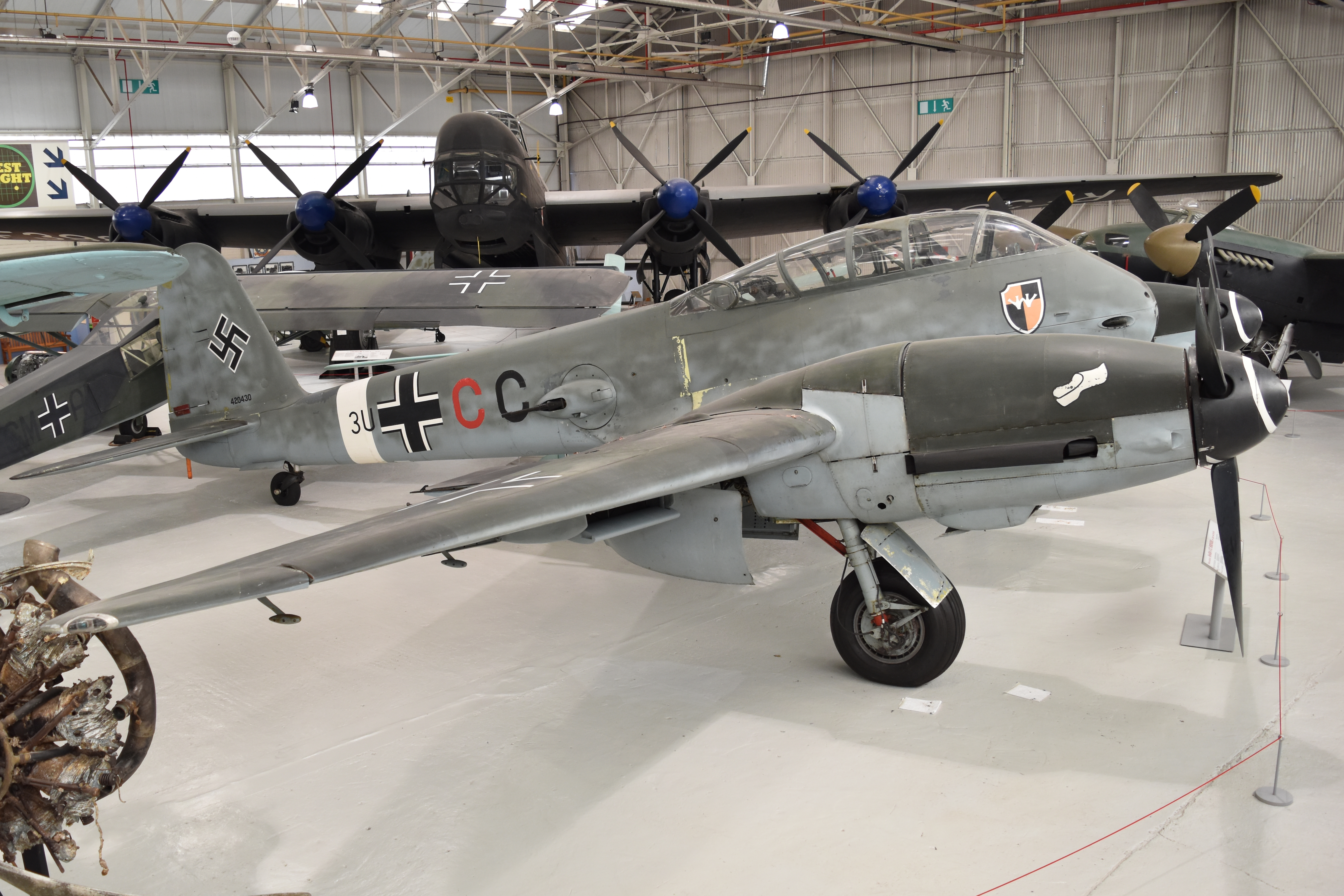
Messerschmitt Me 410A-1 des Stabes der II. Gruppe (Geschwaderkennung 3U+CC) im Royal Air Force Museum

Der Geschwaderstab entstand am 13. Oktober 1943 auf dem Fliegerhorst Wunstorf, während die I. Gruppe am gleichen Tag aus der I. Gruppe des Zerstörergeschwaders 1 auf dem Fliegerhorst Lippspringe gebildet wurde. Zwei Tage zuvor wurde aus der III. Gruppe des Zerstörergeschwaders 1 die neue II. Gruppe des Geschwaders in Hildesheim aufgestellt. Die III. Gruppe, die ja nie aufgehört hatte zu bestehen, befand sich zu dieser Zeit ebenfalls in Wunstorf, nachdem sie zuvor drei Monate in Plantlünne gelegen hatte. Das Geschwader war der 2. Jagddivision des I. Jagdkorps des Luftwaffenbefehlshabers Mitte unterstellt.
Der Geschwaderstab, die I. und die III. Gruppe waren überwiegend mit der Messerschmitt Bf 110G-2 ausgestattet, während die II. Gruppe die Messerschmitt Me 410A-1 in ihren Reihen hatte. Die Bf 110G-2 verfügte über zwei Daimler-Benz DB 605 B-1 mit je 1475 PS Startleistung, die eine Höchstgeschwindigkeit von 633 km/h möglich machten bei einer Bewaffnung von zwei 30-mm-MK 108 im Rumpfbug oben, darunter zwei 20-mm-MG 151/20 und ein bewegliches 7,92-mm-Zwillings-MG MG 81 Z im Kanzelheck. Dem gegenüber hatte die Me 410A-1 mit ihren zwei 12-Zylinder-V-Motoren Daimler-Benz DB 603 A 550 PS mehr Leistung zur Verfügung, die eine Höchstgeschwindigkeit von 624 km/h ermöglichte, bei einer Bewaffnung von zwei 20-mm-MG 151/20 (je 350 Schuss, vorwärtsfeuernd im Bug), zwei 20-mm-MG 151/20 (je 350 Schuss, vorwärtsfeuernd im Bombenschacht), zwei 7,92-mm-MG 17 (je 1000 Schuss, vorwärtsfeuernd im Bug) und zwei 13-mm-MG 131. (je 500 Schuss, rückwärtsfeuernd auf fernbedienten seitlichen FDSL-Lafetten)

### Reichsverteidigung 1944
Im Februar 1944 intensivierten die Alliierten, im Rahmen der sogenannten „Big Week“ ihre Luftangriffe auf ausgewählte Ziele der Rüstungsindustrie im Deutschen Reich bei Tag und bei Nacht. Das Geschwader wurde gegen die US-amerikanischen Bomber und Begleitjäger eingesetzt und erlitt dabei große Verluste. So am 22. Februar bei einem Luftangriff der 8. US-Luftflotte mit 799 Bombern, bei dem die III. Gruppe acht Bf 110 und die II. Gruppe eine Me 410 verlor. Einer der Gefallenen dieses Tages war der Gruppenkommandeur der II. Gruppe Hauptmann Eduard Tratt, der mit seiner Me 410A-1 in der Nähe von Nordhausen abgeschossen wurde.

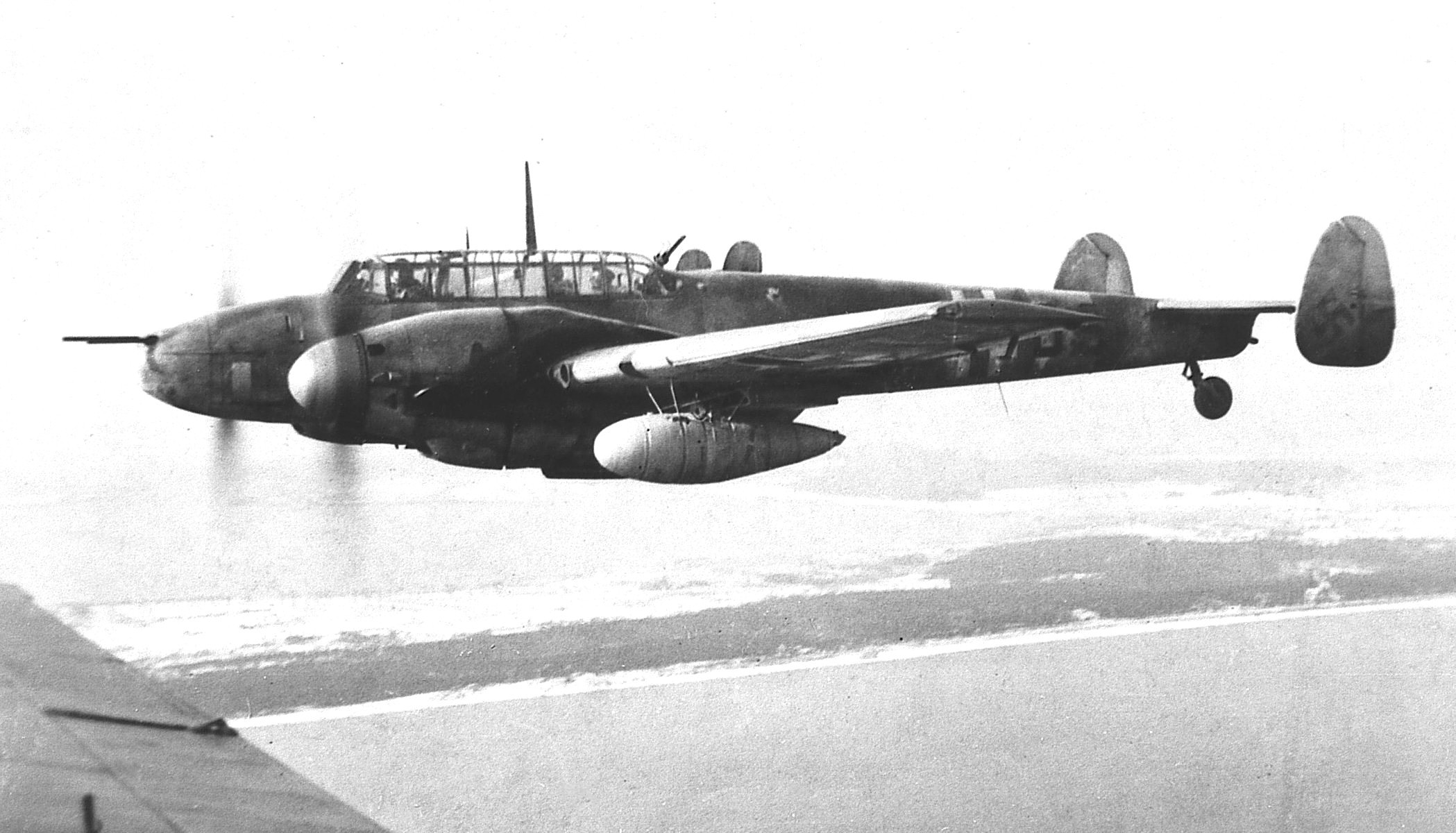
Messerschmitt Bf 110G-2 der 8. Staffel im März 1944

Bei einem weiteren Luftangriff bei Tage durch die 8. US-Luftflotte am 6. März auf Berlin setzte das Geschwader zehn Me 410 der II. Gruppe und acht Bf 110 der III. Gruppe ein. Die 1. Jagddivision koordinierte die Verteidigung des Luftraumes und setzte noch Teile des Zerstörergeschwaders 76, des Jagdgeschwaders 53 und des Jagdgeschwaders 302 ein. Diese mussten sich zuerst mit dem Begleitschutz der 4th Fighter Group auseinandersetzen, die mit der P-51 Mustang flog. Insgesamt verloren die US-Amerikaner 75 B-17 Bomber und 11 Mustangs. Auf Seiten der Luftwaffe fielen 64 ein- und zweimotorige Jäger vom Himmel.
Da sich in den vorangegangenen Einsätzen immer mehr zeigte, das die zweimotorigen Jäger gegen die US-amerikanischen Begleitjäger chancenlos waren, verlegte das Geschwader Ende März/Anfang April auf Plätze in den östlichen Gebieten der Reichsverteidigung. Mangels Reichweite konnten die US-Jäger dort nicht so frei operieren. So bezog der Geschwaderstab die II. und die III. Gruppe Ende März den Fliegerhorst Königsberg-Neumark (Lage) und die I. Gruppe am 29. April Gabbert (Lage) und ab 17. Mai ebenfalls Königsberg als Einsatzhafen. Bis auf die III. Gruppe, die immer noch mit der Bf 110 flog, war das gesamte Geschwader mit der Me 410, hauptsächlich in der Ausführung A-1 ausgestattet.
In den Monaten April bis Juli operierte das Geschwader gegen US-amerikanische Bomberangriffe die Ziele in Mittel- und Ostdeutschland ins Visier nahmen, wie Dresden am 12. Mai und Leipzig am 7. Juli. Bei diesem letzten größeren Einsatz verlor das Geschwader acht Me 410 und schoss dabei vier B-24 Bomber ab.

### Auflösung 1944
Im Juli 1944 erhielten der Geschwaderstab, die I. und die II. Gruppe in Königsberg die neue Bezeichnung Jagdgeschwader 6. Zu gleichen Zeit sollte die III. Gruppe auf die Messerschmitt Me 262 umgerüstet werden, das erste in Serie gebaute Strahlflugzeug. Diese Maschine, ausgestattet mit zwei Junkers Jumo 004 Strahltriebwerken erreichte eine Höchstgeschwindigkeit von 870 km/h, bei einer Bewaffnung von vier 30-mm-Maschinenkanonen MK 108 starr im Rumpfbug. Die Umrüstung, die in Lechfeld vollzogen werden sollte, konnte bis Ende September mangels Maschinen nicht umgesetzt werden. Am 26. September 1944 erhielt die III. Gruppe die Bezeichnung Kommando Nowotny. Damit hatte das Geschwader aufgehört zu bestehen.

## Kommandeure

### Geschwaderkommodore
| Dienstgrad     | Name                    | Zeit                                   |
| -------------- | ----------------------- | -------------------------------------- |
| Oberst         | Kurt Bertram von Döring | 1. Mai 1939 bis 14. Dezember 1939      |
| Oberstleutnant | Joachim-Friedrich Huth  | 14. Dezember 1939 bis 1. November 1940 |
| Major          | Johann Schalk           | 1. November 1940 bis 9. August 1941    |
| Major          | Karl Boehm-Tettelbach   | 10. August 1943 bis Juni 1944          |
| Major          | Johann Kogler           | 21. Juni 1944 bis Juli 1944            |

### Gruppenkommandeure
I. Gruppe
- Hauptmann Karl Kaschka, 1. Mai 1939 bis 29. September 1939[75]
- Hauptmann Friedrich-Karl Dickorè, 29. September 1939 bis 29. Februar 1940[76]
- Hauptmann Wilhelm Makrocki, 29. Februar 1940 bis 21. Mai 1941 †[77]
- Hauptmann Herbert Kaminski, 25. Mai 1941 bis 25. Juni 1941[78]
- Hauptmann Horst Lehrmann, 25. Juni 1941 bis 18. Juli 1941 †[79]
- Hauptmann Wilhelm Spies, 19. Juli 1941 bis 27. Januar 1942[80]
- Hauptmann Günther Weyl, Februar 1944 bis 23. Februar 1944[81]
- Major Werner Guth, Juli 1944 bis Juli 1944[82]

II. Gruppe
- Major Friedrich Vollbracht, 1. Mai 1939 bis 31. März 1940[83]
- Hauptmann Ralph von Rettberg, 1. April 1940 bis 20. Februar 1942[84]
- Hauptmann Eduard Tratt, September 1943 bis 22. Februar 1944 †[85]
- Hauptmann Günther Weyl, 23. Februar 1944 bis 7. März 1944[86]
- Hauptmann Willy Elstermann, Juni 1944 bis Juli 1944[87]

III. Gruppe
- Hauptmann Johann Schalk, 1. Mai 1939 bis 30. September 1940[88]
- Major Karl Kaschka, 1. Oktober 1940 bis 4. Dezember 1941 †[89]
- Hauptmann Thomas Steinberger, 4. Dezember 1941 bis 24. Dezember 1941 †[90]
- Hauptmann Georg Christl, 25. Dezember 1941 bis 12. Juli 1943[91]
- Hauptmann Fritz Schulze-Dickow, 12. Juli 1943 bis 11. Februar 1944[92]
- Major Johann Kogler, 5. März 1944 bis 11. Mai 1944[93]
- Hauptmann Werner Thierfelder, 3. Juni 1944 bis 18. Juli 1944[94]
- Hauptmann Horst Geyer, 18. Juli 1944 bis September 1944[95]

IV. (Ergänzungs-) Gruppe
- Major Siebelt Reents, 10. April 1941 bis Oktober 1941[96]
- Hauptmann Herbert Treppe, November 1944 bis Februar 1945[97]

## Auszeichnungen
Bekannte Träger des Ritterkreuz des Eisernen Kreuzes oder höherer Stufen des Zerstörergeschwaders 26.
| Name                    | Dienstgrad     | Einheit    | Ritterkreuz   |
| ----------------------- | -------------- | ---------- | ------------- |
| Christl, Georg          | Hauptmann      | III./ZG 26 | 18. März 1942 |
| Haugk, Helmut           | Oberfeldwebel  | 9./ZG 26   | 21. Dez. 1942 |
| Heller, Richard         | Unteroffizier  | 8./ZG 26   | 21. Aug. 1941 |
| Huth, Joachim-Friedrich | Oberstleutnant | Stab/ZG 26 | 11. Sep. 1940 |
| Kiel, Johannes          | Hauptmann      | I./ZG 26   | 18. März 1942 |
| Makrocki, Wilhelm       | Hauptmann      | I./ZG 26   | 6. Okt. 1940  |
| Meyer, Eduard           | Leutnant       | I./ZG 26   | 20. Dez. 1941 |
| von Rettberg, Ralph     | Hauptmann      | II./ZG 26  | 14. Juni 1941 |
| Schalk, Johann          | Major          | III./ZG 26 | 5. Sep. 1940  |
| Spies, Wilhelm          | Hauptmann      | 1./ZG 26   | 14. Juni 1941 |
| Wehmeyer, Alfred        | Oberleutnant   | 7./ZG 26   | 4. Sep. 1942  |

## Bekannte Geschwaderangehörige
- Werner Guth (1917–2005), war von 1961 bis 1970 als Oberst der Luftwaffe der Bundeswehr, der erste Kommodore des Lufttransportgeschwader 62 und von 1971 bis 1977 Kommandeur des Lufttransportkommandos
- Joachim-Friedrich Huth (1896–1962), war von 1957 bis 1961, als Generalleutnant der Luftwaffe der Bundeswehr, Kommandierender General der Luftwaffengruppe Süd
- Karl Kaschka (1904–1941), war ein österreichischer Fechter und Teilnehmer an den Olympischen Sommerspielen 1936
- Walter Roos (1914–1975), war von 1969 bis 1973, als Generalmajor der Luftwaffe der Bundeswehr, Kommandeur des Wehrbereichs III